# João IV de Alexandria
João IV de Alexandria foi o patriarca grego ortodoxo de Alexandria entre 569 e 579.